# Гидроксид-оксид европия(III)
Гидроксид-оксид европия(III) — неорганическое соединение, 
окись-гидроксид европия с формулой EuO(OH),
белые кристаллы,
не растворяется в воде.

## Получение
- Разложение гидроксида европия(III) при нагревании:

{\displaystyle {\mathsf {Eu(OH)_{3}\ {\xrightarrow {500^{o}C}}\ EuO(OH)+H_{2}O}}}

## Физические свойства
Гидроксид-оксид европия(III) образует белые кристаллы.

## Химические свойства
- Разлагается при нагревании:

{\displaystyle {\mathsf {2EuO(OH)\ {\xrightarrow {T}}\ Eu_{2}O_{3}+H_{2}O}}}